# کونای کرواسی
کونای کرواسی (به انگلیسی: Croatian kuna) یکای پول (کد ایزو ۴۲۱۷: HRK) رسمی جمهوری کرواسی تا سال ۲۰۲۳ بود. هر کونا به ۱۰۰ لیپا (یکای جزء) تقسیم می‌شد. واحد کونا بعد از تبدیل پول کرواسی به یورو از اول ژانویه ۲۰۲۳ منسوخ شد.